# Чоудхури, Фазал Илахи
Фазал Илахи Чоудхури (урду فضل الہی چوہدری‎; 1 января 1904, деревня Марала, Гуджрат — 2 июня 1982, Лахор) — пакистанский государственный деятель, президент Пакистана (1973—1978).

## Биография
Получил начальное образование в своём родном городе, после окончания школы поступил в университет Алигарха. В 1925 году стал магистром политологии, в 1927 году получил учёную степень в области права в университете Пенджаба. После окончания университета он вернулся в родной город, где был избран в союзный совет.
В 1942 году присоединился к Мусульманской лиге. В 1945 году стал президентом Мусульманской лиги Гуджрата. Он сыграл важную роль в распространении идей Мусульманской лиги среди населения своего города.
После того как Пакистан получил независимость, Фазал стал парламентским секретарём республики. Позже он был назначен министром образования и здравоохранения. В 1951 году был избран членом Национальной ассамблеи Пенджаба. В 1956 году на выборах он был избран спикером Национальной ассамблеи Пакистана, на этом посту он оставался до 1958 года.
В 1970 году избран членом Национальной ассамблеи от Пакистанской народной партии и позже был утверждён её спикером. После принятия Конституции 1973 года стал президентом Пакистана. 5 июля 1977 года к власти в стране пришли военные, 16 сентября 1978 года Фазал Илахи ушёл в отставку с поста главы государства.